# Capsiceae
Capsiceae es una tribu de plantas perteneciente a la subfamilia Solanoideae en la familia Solanaceae. 

## Géneros
Tribu Capsiceae Dumort (1827)
- Capsicum L. (1753), género que incluye unas 31 especies neotropicales.
- Lycianthes (Dunal) Hassler (1917), con unas 200 especies distribuidas en América y Asia.